# Estelle Parsons
Estelle Margaret Parsons (Marblehead (Massachusetts), 20 november 1927) is een Amerikaans actrice, vooral bekend als Bev Harris uit de televisieserie Roseanne. Ze speelde in vele televisieseries en films.

## Filmografie
- Salomaybe? (2007) - ...
- Empire Falls (televisiefilm, 2005) - Bea
- Strip Search (televisiefilm, 2004) - Roberta Gray
- Frasier (televisieserie) - Opal (aflevering Coots and Ladders, 2004)
- Frasier (televisieserie) - Celestes moeder (aflevering Frasier-Lite, 2004)
- Law & Order: Special Victims Unit (televisieserie) - Rose Rinato (aflevering Denial, 2002)
- 100 Centre Street (televisieserie) - Esther O'Neill (aflevering The Fix, 2001)
- Freak City (televisiefilm, 1999) - Mrs. Stanapolous
- The Love Letter (televisiefilm, 1998) - Beatrice Corrigan
- Touched by an Angel (televisieserie) - Jeannette Fisher (aflevering Sandcastles, 1997)
- Roseanne (televisieserie) - Bev Harris (53 afleveringen 1989-1997)
- That Darn Cat (1997) - Old Lady McCracken
- Looking for Richard (1996) - Margaret
- Boys on the Side (1995) - Louise the Psychic
- The American Clock (televisiefilm, 1993) - Older Doris
- A Private Matter (televisiefilm, 1992) - Mary Chessen
- The Lemon Sisters (1990) - Mrs. Kupchak
- Dick Tracy (1990) - Mrs. Trueheart
- Everyday Heroes (televisiefilm, 1990) - Matty Jennings (principal)
- The Blue Men (1990) - May
- Open Admissions (televisiefilm, 1988) - Clare Block
- Come Along with Me (televisiefilm, 1982) - Mabel Lederer
- The Gentleman Bandit (televisiefilm, 1981) - Marjorie Seebode
- Guests of the Nation (televisiefilm, 1981) - Kate O'Connell
- Archie Bunker's Place (televisieserie) - Blanche Hefner (aflevering Blanche and Murray, 1979)
- Backstairs at the White House (Mini-serie, 1979) - Bess Truman
- All in the Family (televisieserie) - Blanche Hefner (drie afleveringen, 1976 (2×) en 1978 (1×))
- Big Henry and the Polka Dot Kid (televisiefilm, 1976) - Edwina
- The UFO Incident (televisiefilm, 1975) - Betty Hill
- Fore Play (1975) - first lady/barvrouw
- The Tenth Level (televisiefilm, 1975) - Crossland
- For Pete's Sake (1974) - Helen Robbins
- A Memory of Two Mondays (televisiefilm, 1974) - Agnes
- The Gun and the Pulpit (televisiefilm, 1974) - Sadie Underwood
- June Moon (televisiefilm, 1974) - Lucille
- Terror on the Beach (televisiefilm, 1973) - Arlene Glynn
- Two People (1973) - Barbara Newman
- Love, American Style (televisieserie) - ... (aflevering Love and the Return of Raymond, 1972)
- Medical Center (televisieserie) - Bev (aflevering Wall of Silence, 1972)
- I Walk the Line (1970) - Ellen Haney Tawes
- I Never Sang for My Father (1970) - Alice
- Watermelon Man (1970) - Althea Gerber
- The Front Page (televisiefilm, 1970) - Mollie Malloy
- Don't Drink the Water (1969) - Marion Hollander
- Rachel, Rachel (1968) - Calla Mackie
- Bonnie and Clyde (1967) - Blanche
- The Trials of O'Brien (televisieserie) - Miss Baines (aflevering Alarums and Excursions, 1966)
- The Nurses (televisieserie) - Mrs. Meyers (aflevering Where There's Smoke, 1965)
- The Patty Duke Show (televisieserie) - Mrs. Appleton (aflevering The Con Artist, 1964)
- The DuPont Show of the Week (televisieserie) - Carrie Bernice (aflevering The Gambling Heart, 1964)
- Ladybug Ladybug (1963) - Johnns moeder